# Charles de Bourgogne (1414-1464)
Charles de Bourgogne, né à Clamecy en 1414, peut-être le 25 juin et mort le 25 mai 1464, comte de Nevers et de Rethel (1415-1464), est un noble français du XVe siècle. 

## Biographie
Charles de Bourgogne est le fils aîné de Philippe de Bourgogne, (comte de Nevers et de Rethel, et plus jeune frère du duc de Bourgogne Jean Sans Peur), et de Bonne d'Artois, son épouse.
D'après deux recueils d'astrologie du XVe siècle du médecin et astrologue Simon Belle contenant plusieurs horoscopes princiers, il serait né précisément le 25 juin 1414 à Clamecy,.
Son père décédant en 1415 à Azincourt, Charles lui succèda, mais sous la tutelle de sa mère, puis de son beau-père le duc de Bourgogne Philippe III le Bon. Dès qu'il fut en âge de gouverner ses États, il se rapprocha du roi de France et participa à plusieurs campagnes en Normandie (1449-1450) et en Guyenne (1451-1453).
Il épousa le 11 juin 1456 Marie d'Albret († 1486), fille de Charles II d'Albret, sire d'Albret et d'Anne d'Armagnac. Il n'eut pas d'enfant de ce mariage.
De Yolande de Longon, il eut une fille bâtarde, Adrienne de Nevers, qu'il légitima en 1463 ; elle épousa Claude de Rochefort, puis, le 10 mai 1466 à Mézières, Jacques de Clugny († 1512).
Mort le 25 mai 1464, Charles de Bourgogne est inhumé, comme demandé, dans la cathédrale Saint-Cyr de Nevers, capitale de son comté. La cathédrale jouera alors le rôle de nécropole familiale pour les comtes de Nevers de la maison de Bourgogne : sa veuve Marie d'Albret, son frère Jean et l'une des épouses de celui-ci, Paule de Brosse, y sont également ensevelis.
Mort sans enfant légitime, son frère Jean de Bourgogne lui succéda.